# Гордон, Джехью
Джехуе Гордон (род. 1991) — легкоатлет Тринидада и Тобаго, который специализируется на дистанции 400 метров с барьерами. Чемпион мира среди юниоров 2010 года. На олимпийских играх 2012 года занял 6-е место. Чемпион мира 2013 года с национальным рекордом — 47,69.
Занял 4-е место на чемпионате мира 2009 года. На чемпионате мира 2011 года, не смог выйти в финал.